# Devići
Devići (cyr. Девићи) – wieś w Serbii, w okręgu morawickim, w gminie Ivanjica. W 2011 roku liczyła 155 mieszkańców.